# لیک پارک (جورجیا)
لیک پارک، جورجیا (به انگلیسی: Lake Park, Georgia) یک شهر در ایالات متحده آمریکا با جمعیت ۵۴۹ نفر است که در جورجیا واقع شده‌است.

## موقعیت جغرافیایی
موقعیت جغرافیایی شهرها و مناطق اطراف به شرح زیر است: